# Embia sinai
Embia sinai är en insektsart som beskrevs av Ross 2006. Embia sinai ingår i släktet Embia och familjen Embiidae. Inga underarter finns listade i Catalogue of Life.